# Paul Otto Geibel
Paul Otto Geibel (ur. 10 czerwca 1898 w Dortmundzie, zm. 12 listopada 1966 w Warszawie) – niemiecki zbrodniarz nazistowski, wysoki urzędnik państwowy i funkcjonariusz III Rzeszy, SS-Brigadeführer und Generalmajor der Polizei, w czasie okupacji niemieckiej w Polsce dowódca SS i policji na dystrykt warszawski Generalnego Gubernatorstwa, następnie dowódca Policji Porządkowej w Pradze. Następca Franza Kutschery. Brał udział w tłumieniu powstania warszawskiego i odpowiadał za szereg zbrodni popełnionych na ludności cywilnej. Po wojnie skazany w Czechosłowacji na 5 lat więzienia. Po odbyciu kary przekazany do Polski. Skazany przez polski wymiar sprawiedliwości na karę dożywotniego więzienia, popełnił samobójstwo w trakcie odbywania kary.

## Kariera w strukturach SS
Geibel z zawodu był policjantem. Do NSDAP wstąpił w 1931, a od lipca 1938 służył w szeregach SS. Od 1940 pracował w Głównym Urzędzie Policji Porządkowej (Hauptamt Ordnungspolizei) w Berlinie, gdzie doszedł do stanowiska Szefa Urzędu Personalnego w randze pułkownika żandarmerii.
W marcu 1944 Geibel miał objąć stanowisko dowódcy SS i policji w Gdańsku, lecz po śmierci Franza Kutschery Heinrich Himmler mianował go dowódcą SS i policji na dystrykt warszawski. Geibel objął to stanowisko 3 marca 1944.
Jako dowódca SS i policji na dystrykt warszawski Geibel odpowiadał za wszystkie zbrodnie popełnione w tym okresie przez podległe mu służby, m.in. za rozstrzelanie 991 Polaków w egzekucjach, które miały miejsce w Warszawie od 4 marca do 22 maja 1944.

## Udział w tłumieniu powstania warszawskiego
W momencie wybuchu powstania Geibel kierował obroną tzw. dzielnicy policyjnej. Po odparciu powstańczego ataku na siedzibę Gestapo przy alei Szucha 25 podległe mu oddziały dokonały krwawej rozprawy z mieszkańcami Śródmieścia Południowego. Tylko w pierwszych dniach sierpnia 1944 ludzie Geibla zamordowali od 5 do 10 tysięcy cywilów zamieszkujących okolice alei Szucha (ofiarą rzezi padli zwłaszcza mieszkańcy ulic: Bagatela, Flory, Chocimskiej, Marszałkowskiej, Oleandrów, Litewskiej), których masowo rozstrzeliwano w ruinach GISZ i tzw. Ogródku Jordanowskim.
W następnych tygodniach gmach na Szucha pełnił rolę punktu rozdzielczego dla ludności z południowych, zajętych przez Niemców, dzielnic Warszawy. Podlegli Geiblowi gestapowcy dokonywali tam nadal egzekucji warszawiaków (zwłaszcza młodych mężczyzn i kobiet), których podejrzewano o udział w walkach. O rozmiarze zbrodni świadczy informacja zawarta w protokole Okręgowej Komisji Badania Zbrodni Niemieckich w Warszawie z czerwca 1946, że odnalezione w piwnicy przy alei Szucha 12/14 prochy ludzkie ważyły 5.578,5 kg.
Geibel sprawował ponadto ogólne dowództwo nad siłami policji, żandarmerii i SS na Mokotowie, które dopuściły się tam szeregu zbrodni wobec mieszkańców stolicy. Również na jego rozkaz więzione na Szucha kobiety w charakterze żywych tarcz pędzono przed niemieckimi czołgami w kierunku powstańczych barykad.
Po upadku powstania Geibel osobiście nadzorował wypędzanie cywilnej ludności stolicy i operację metodycznego wyburzania miasta. Za zasługi w tłumieniu powstania Adolf Hitler awansował go w dniu 26 października 1944 do stopnia SS-Brigadeführera i generała majora policji. Odznaczono go również Krzyżem Żelaznym I klasy.

Von dem Bach przyjął mnie samego i powiedział dosłownie, co następuje: Reichsführer-SS nadał Hahnowi Krzyż Żelazny I kl. Ja nie mogę zrobić inaczej jak i Panu również nadać tę odznakę, chociaż Pan na to nie zasłużył.

Niechęć von dem Bacha mogła wynikać z faktu, iż zaraz po rozpoczęciu przez oddziały Armii Krajowej szturmu na „dzielnicę policyjną” Geibel ukrył się w schronie urządzonym w piwnicach kwatery Gestapo na Szucha, a w kolejnych dniach powstania podległe mu formacje zachowywały dość bierną postawę.
W styczniu 1945 Geibel został przeniesiony do Pragi na stanowisko dowódcy Ordnungspolizei, które pełnił do końca wojny.

## Po wojnie
W dniu 2 maja 1947 Specjalny Sąd Narodowy w Pradze skazał Geibla na 5 lat ciężkiego więzienia za przynależność do SS. Po odbyciu kary został przekazany do Polski. Tam wyrokiem Sądu Wojewódzkiego dla m. st. Warszawy w roku 1954 został skazany na karę dożywotniego więzienia za zbrodnie dokonane w trakcie tłumienia powstania warszawskiego. 
Geibel odbywał karę w więzieniu w Strzelcach Opolskich. W 1956 Wydział Karny Sądu Wojewódzkiego w Opolu na posiedzeniu niejawnym „z uwagi na nienaganne zachowanie się skazanego w czasie odbywania kary i jego warunki osobiste wskazujące, że mimo tylko częściowego wykonania kary, nie popełni on po zwolnieniu nowego przestępstwa”, zwolnił Geibla z więzienia, po czym ten udał się do Warszawy po paszport.
Interwencja grupy wyższych oficerów Wojska Polskiego spowodowała ponowne osadzenie Geibla w więzieniu w Strzelcach Opolskich. Próba zwolnienia go w roku 1966 z więzienia przez ten sam sąd spowodowała przeniesienie go przez władze centralne do więzienia mokotowskiego w Warszawie, w którym popełnił samobójstwo 12 listopada 1966.